# .ge
.ge este un domeniu de internet de nivel superior, pentru Georgia (ccTLD).